# Electric Barbarella
Singles de Duran Duran
Out of My Mind
(1997) Someone Else Not Me
(2000)
Electric Barbarella est une chanson du groupe anglais Duran Duran, sortie en single en 1997. C'est le premier extrait officiel de Medazzaland, 9e album studio du groupe, également sorti en 1997.

## Historique
Le titre de la chanson est un hommage au film de science-fiction franco-italien Barbarella sorti en 1968. Le groupe tient d'ailleurs son nom de l'antagoniste du film, Durand Durand (incarné à l'écran par Milo O'Shea).
Le single sort d'abord aux États-Unis en septembre 1997 et ne sortira au Royaume-Uni qu'en janvier 1999.
Electric Barbarella est l'un des toutes premières chansons rendue disponible en téléchargement sur Internet, à 0,99 $.

## Différentes versions
Différentes versions et remixes ont été réalisées :
- Electric Barbarella (Album Version) 5:16
- Electric Barbarella (Edit) / (Radio Edit) 4:16
- Electric Barbarella (Single Edit) 3:58
- Electric Barbarella (Single Edit/No Solo) 4:00
- Electric Barbarella (Tee's Club Mix) 5:50
- Electric Barbarella (Tee's Speed Dub) 6:24
- Electric Barbarella (Tee's Dance Mix) 6:09
- Electric Barbarella (Tee's Radio Mix) / (Tee's Radio Edit) 4:04
- Electric Barbarella (Tee's Capella) 2:13
- Electric Barbarella (TNT In-House Mix) 5:18
- Electric Barbarella (TNT Radio Mix) 3:23
- Electric Barbarella (All Fired Up Mix) / (Dom T Remix) 7:09
- Electric Barbarella (Internet Only Mix) / (Dom T Remix Edit) 4:16
- Electric Barbarella (Barbarella Bonus Beats) 4:41
- Electric Barbarella (The Americruiser Remix) 6:17
- Electric Barbarella (The Yo Shorty Americruiser Remix) 5:05
- Electric Barbarella (The Electric Sex Remix) 5:06
- Electric Barbarella (The Electric Sex Instrumental Remix) 5:04

## Clip
Le clip est réalisé par la photographe allemande Ellen von Unwerth. Il met en scène les membres de Duran Duran qui achètent un robot féminin sexy, incarné par le mannequin américain Myka Dunkle, et le ramène chez eux. Le chanteur du groupe Simon Le Bon raconte en interview qu'Ellen von Unwerth voulait absolument Myka Dunkle, alors que les membres du groupe connaissaient de groupe mannequins (comme Sophie Dahl, qui était déjà apparue dans plusieurs de leurs vidéos).
Le clip provoquera une polémique et sera censuré pour être diffusé sur des chaines comme MTV et VH1. Au  Canada, MusiquePlus et MuchMusic refusent de le diffuser sous prétexte qu'il dépasse les limites du bon goût. Lou Mann, PDG de Capitol Records, défendra ses artistes en répondant que la vidéo est à prendre au second degré et que beaucoup de téléspectateurs appellent pour la voir à l'antenne.
Dans une entrevue avec la journaliste new-yorkaise Elizabeth Bougerol, Simon Le Bon répondra à la question « Si une femme dirige une vidéo misogyne, est-ce que cela rend l'objet moins misogyne ? » en disant : 

« Pensez-vous que notre vidéo est misogyne ? Je ne pense pas. C'est juste de l'humour. Il n'y a aucune aversion pour les femmes ou quoi que ce soit de cet ordre. Je pense que c'est sexiste, sûrement. On a reçu un fax nous informant que MuchMusic avait un problème avec le clip. Ils ont suggéré que la fin de la vidéo pourrait peut-être être remaniée, que la fille pourrait transformer les garçons en robots et ainsi accéder à une forme de pouvoir. On s'est dit : “Très bien. Qu'ils aillent se faire voir !”. »

— Simon Le Bon, Mike Magazine (novembre 1997)

## Liste des titres

### 7": Capitol / S7-724381972175 (U.S.)
1. Electric Barbarella (version album) - 5:15
2. Out of My Mind (version album) - 4:16

### CD: Capitol / C2 7243 8 58674 0 8 (U.S.)
1. Electric Barbarella (version album) - 5:15
2. Electric Barbarella (Tee's Club mix) - 5:41
3. Electric Barbarella (All Fired Up mix) - 7:09
4. Out of My Mind (Perfecto mix) - 5:51
5. Sinner and Saint - 4:06
6. Electric Barbarella (clip, version director's cut) - 4:50

### CD: EMI / CD Elec 2000 (UK)
1. Electric Barbarella (Edit) - 4:15
2. Girls on Film (Tin Tin Out Radio mix) - 4:51
3. Electric Barbarella (Tee's Radio Mix) - 4:05

- Sorti en novembre 1998. Également sorti en cassette (TC ELEC 2000)

### 12": Capitol / Y 7243 8 58674 1 5 (U.S.)
1. Electric Barbarella (Tee's Club mix) - 5:54
2. Electric Barbarella (Tee's Dance mix) - 6:16
3. Electric Barbarella (All Fired Up mix) - 7:12
4. Electric Barbarella (Barbarella Bonus Beats) - 4:49

### 12": EMI / 12 ELEC 2000 (UK)
1. Electric Barbarella (Tee's Club Mix) - 5:54
2. Electric Barbarella (Electric Sex mix) - 5:02
3. Girls on Film (Salt Tank Mix) - 6:27

- Sorti en novembre 1998

### 12" promotionnel: Capitol / SPRO 12098 (U.S.)
1. Electric Barbarella (Tee's Club Mix)
2. Electric Barbarella (Tee's Speed Dub)
3. Electric Barbarella (Tee's Dance Mix)
4. Electric Barbarella (TNT In-House Mix)
5. Electric Barbarella (Tee's Capella)

### 12" promotionnel: Harvest / SPRO 7087 (U.S.)
1. Electric Barbarella (Electric Sex Remix)
2. Electric Barbarella (Electric Sex Instrumental)
3. Electric Barbarella (Americruiser Remix)
4. Electric Barbarella (Yo Shorty Americruiser Remix)

### Téléchargement
1. Electric Barbarella (mix exclusif pour Internet) - 4:20 (Dom T. remix edit)
2. Electric Barbarella (Dom T Remix)" - 7:08

### CD: Capitol / sampler (U.S.)
1. Electric Barbarella (edit)
2. Planet Earth
3. Save a Prayer
4. The Reflex
5. Come Undone
6. Is There Something I Should Know?
7. Too Much Information
8. Notorious
9. The Chauffeur (live from Arena)
10. Hungry Like the Wolf
11. A View to a Kill
12. Rio
13. Girls on Film
14. Ordinary World
15. Electric Barbarella (version album)

- Digi pack promotionnel pour les États-Unis

## Classements
Le single sort en septembre 1997 aux États-Unis, où il atteint notamment la 52e place du Billboard Hot 100 le 1er novembre 1997. Un an plus tard, il se classe 23e au UK Singles Chart. En raison de problèmes liés à la sortie en téléchargement, de la censure du clip et de la sortie tardive dans d'autres pays, la sortie de Electric Barbarella est globalement considérée comme un échec.

## Crédits
Duran Duran
- Nick Rhodes : claviers
- Simon Le Bon : chant principal
- Warren Cuccurullo : guitare, guitare basse

Autres
- Anthony J. Resta : batterie
- TV Mania : production